# Heterothrips limbatus
Heterothrips limbatus är en insektsart som beskrevs av Ian A. Hood 1925. Heterothrips limbatus ingår i släktet Heterothrips och familjen Heterothripidae. Inga underarter finns listade i Catalogue of Life.